# Dánio duhové
Dánio duhové (Danio albolineatus) je drobná sladkovodní paprskoploutvá ryba z čeledi kaprovití (Cyprinidae). Pochází z jihovýchodní Asie – Myanmaru, Laosu a Sumatry.